# Región de Savonia del Norte
Savonia del Norte (en finés: Pohjois Savo; en sueco: Norra Savolax) es una región de Finlandia Oriental. Su capital y ciudad más grande de la región es Kuopio.

## Municipios
Comprende 19 municipios (en negrita las cinco ciudades):
- Iisalmi
- Joroinen
- Kaavi
- Keitele
- Kiuruvesi
- Kuopio
- Lapinlahti
- Leppävirta
- Pielavesi
- Rautalampi
- Rautavaara
- Siilinjärvi
- Sonkajärvi
- Suonenjoki
- Tervo
- Tuusniemi
- Varkaus
- Vesanto
- Vieremä